# Colin Clark (piłkarz)
Colin Clark  (ur. 11 kwietnia 1984 w Fort Collins, zm. 26 sierpnia 2019) – amerykański piłkarz występujący na pozycji pomocnika. Zawodnik klubu Los Angeles Galaxy.

## Kariera klubowa
Clark karierę rozpoczynał w 2002 roku w zespole SMU Mustangs z uczelni Southern Methodist University. W 2005 roku przeszedł do drużyny Boulder Rapids Reserve z USL Premier Development League. W 2006 roku podpisał kontrakt z Colorado Rapids. W MLS zadebiutował 30 kwietnia 2006 roku w przegranym 0:1 pojedynku z Houston Dynamo. 27 sierpnia 2007 roku w wygranym 3:0 spotkaniu z Los Angeles Galaxy strzelił pierwszego gola w MLS. W Colorado spędził 4 lata.
We wrześniu 2010 roku Clark odszedł do Houston Dynamo w zamian za Briana Mullana oraz wybór w czwartej rundzie MLS SuperDraft 2013. W 2013 przeszedł do Los Angeles Galaxy, a w 2014 do Colorado Rush.

## Kariera reprezentacyjna
W reprezentacji Stanów Zjednoczonych Clark zadebiutował 12 lipca 2009 roku w zremisowanym 2:2 meczu Złotego Pucharu CONCACAF z Haiti. Było to jedyne spotkanie rozegrane przez niego na tamtym turnieju, który zespół Stanów Zjednoczonych zakończył na 2. miejscu.